# Acid triflic

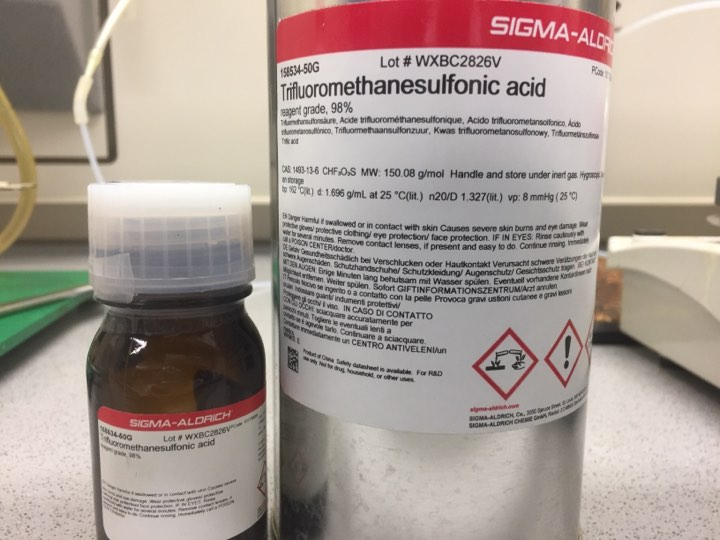
Trifluoromethanesulfonic acid

Acid triflic, tên viết tắt của acid trifluoromethanesulfonic, TFMS, TFSA, HOTf hoặc TfOH, là một acid sulfonic có công thức hóa học CF3SO3H. Nó là một trong những acid mạnh nhất được biết đến. Acid triflic được sử dụng chủ yếu trong nghiên cứu làm chất xúc tác cho quá trình este hóa. Nó là một chất lỏng hút ẩm, không màu, hơi nhớt và có thể hòa tan trong các dung môi phân cực.

## Tổng hợp
Acid trifluoromethanesulfonic được sản xuất công nghiệp bằng phương pháp fluor hóa điện hóa (ECF) của acid methanesulfonic:
CH3SO3H + 4 HF → CF3SO2F + H2O + 3H2
CF3SO2F thu được bị thủy phân, và muối triflat thu được được proton hóa. Ngoài ra, acid trifluoromethanesulfonic phát sinh bằng cách oxy hóa trifluoromethyl sulfenyl chloride:
CF3SCl + 2Cl2 + 3H2O → CF3SO3H + 5HCl
Acid triflic được tinh chế bằng cách chưng cất từ anhydride triflic.

### Lịch sử
Acid trifluoromethanesulfonic được Robert Haszeldine và Kidd tổng hợp lần đầu tiên vào năm 1954 bằng phản ứng sau: